# Kulifay Zsigmond
Kulifay Zsigmond (Verőce, Nógrád megye, 1796. április 13. – Kunhegyes, 1868. február 17.) református lelkész, egyházi író.

## Életútja
Verőcén született, ahol apja Kulifay Pál szintén lelkész volt, aki 1799-ben meghalt, mire anyja, Tar Erzsébet, Losoncon a család származási helyén húzta meg magát. Kulifay tanulmányait itt kezdte. Anyja újra férjhez ment Nyírbátorra s ekkor Kulifay Debrecenbe került iskolába, ahol 1812-ben lépett a felső osztályba (subscribált). Kitünő eredménnyel végezte a hittanszakot és 1817-ben a szónoklati osztály vezetését bízták rá. 1818-ban Mezőtúrra ment ki akadémiai rektornak és az itt megtakarított pénzével Késmárkra, majd Bécsbe rándult és onnét 1822-ben tért vissza Nyírbátorba. 1823-ban Budai Ézsaiás püspök Tiszaigarra rendelte helyettes-papnak. 1824-ben Tiszaroffon nevelősködött. 1825 tavaszán a kunhegyesi egyház hívta meg második lelkészének, ahol később első lelkész és egyházvidéki esperes lett. Fördős Lajos, midőn a Különféle viszonyokra vonatkozó papi dolgozatok című vállalatát megindította, őt is felszólította munkatársai sorába; ez időtől fejlődött köztük szorosabb baráti viszony és levelezés; Kulifaynak Fürdőshöz intézett 58 levele mardt fenn. Szorgalmasan dolgozott és korábban írt egyházi beszédeit gyűjtötte össze, melyek száma 1285-re ment (ezek közt 84 fordítás, amint ezt Fördőshöz írt levelében jelenté). Saját életrajzát 70 éves korában kötött alakban is megírta, közbe szőve fordításokat, szintén versben. Levelei közt maradt fenn Vörösmarty Mihály egy költeménye, címe: Kunhegyes 1866. nov. 5. Indulatroham Vörösmartyról 1849-ben a tomaji pusztán Madaras mellett, melyhez ő választ írt: Az Isten felelete címmel; fölküldte azt akkor a Vasárnapi Ujságnak (1874. és 1877.), mely azonban nem ismerte el a költő sajátjául. (Mind a két költeményt közli a Protestáns Egyhházi és Iskolai Lap 1877. 36. sz.) A nyelvészetben is már korábbról fáradhatatlan munkás volt; 100 ívre menő jegyzeteiben az igegyököket és az a végzetű fő- és mellékneveket írta le; ezen jegyzeteit az 1860-as években Ballagi Mór be is mutatta az akadémiában. Lefordította a Biblia Újszövetség részét. Az 1866-iki járvány őt is megtámadta; kilábolt belőle, de hangjának erejét többé vissza nem nyerhette; még azon év decemberében hivataláról végleg lemondott Székely Károly segédje javára, 365 forint nyugdíj és a parókián holtig való lakhatás feltétele mellett. A heves-nagykunsági egyházmegye jegyzője volt.
Arcképe, kőnyomat: Kiss Bálinttól, 1854. nyomt. Bäcker M. Bécsben Fördős szerint rosszul találva. (Fördős, Különf. viszonyokra vonatkozó papi dolgozatok 5. füzetében).

## Írásai
Cikke a Tudományos Gyűjteményben (1837. IX. A Szangokról valami); Egyházi és gyászbeszédei közül több megjelent a Fördős Lajos-féle Különféle Viszonyokra Vonatkozó Papi Dolgozatok, Kecskemét, 1849-58. és Papi Dolgozatok Gyászesetekre. Uo. 1850-59. c. gyűjteményes munkákban; a szintén Fördős Lajos szerkesztette Kecskeméti Protestáns Közlöny II. füzetében, Kecskemét, 1858.: Mutatvány az uj szerződvényi szentiratok fordításából Máté ev. 5. része, előszóval; a Prot. egyházi irodalom ismertetések és birálatok füzetében behatóan birálta Kalmár Egyházi beszédeit (1-39. 1.) és a Révész Bálint által kiadott Lakatos József, Egyházi beszédeit (50-94. 1.)

## Munkái
1. Egyházi beszéd a honszeretetről. Kecskemét, 1847.
2. Egyházi beszéd az emberi nem jövőjéről. Kecskemét, 1848.
3. Kulifay Zsigmond, Egyházi beszédei. Kecskemét, 1854-1855. Két füzet, arcképpel (Fördős Lajos, Különféle viszonyokra vonatkozó papi dolgozatok V. és VI. füzete).
4. A nyelvek eredete. Pest, 1866.
5. Az emberről. Pest, 1867. (Jambusokban, Pope négy levelének elseje.)
6. Belfegor és Honesta, vagy a páros élet nyilvános titkai. Kecskemét, 1875. (Névtelenül. I. Belfegor, Lafontaine meséiből Macchiavelli után fordította N. N. Egy korabeli szép és bájdús szinésznőhöz. II. Honesta mentsége, írta N. N. Mind a kettő (jambusokban.)

Kéziratban az említetteken kívül Romok, az az elmélkedés a birodalomnak átalakítása felett (Volney műve után); Rövid tanköltemények; Széchenyi Blick-jének fordítása; Versek.